# Leh
Leh, la capital de Ladakh, està situada prop de l'Indus, a una alçada de 3.500 metres. S'estén des d'una vall amb terres de conreu exuberants fins a sota el ruïnós palau tibetà, ja en un paisatge desèrtic. Està comunicada (malgrat les restriccions a què obliga la situació política) amb Srinagar a ponent i Manali (només a l'estiu) al sud. Té aeroport, amb enllaços diaris amb Delhi.

## Història

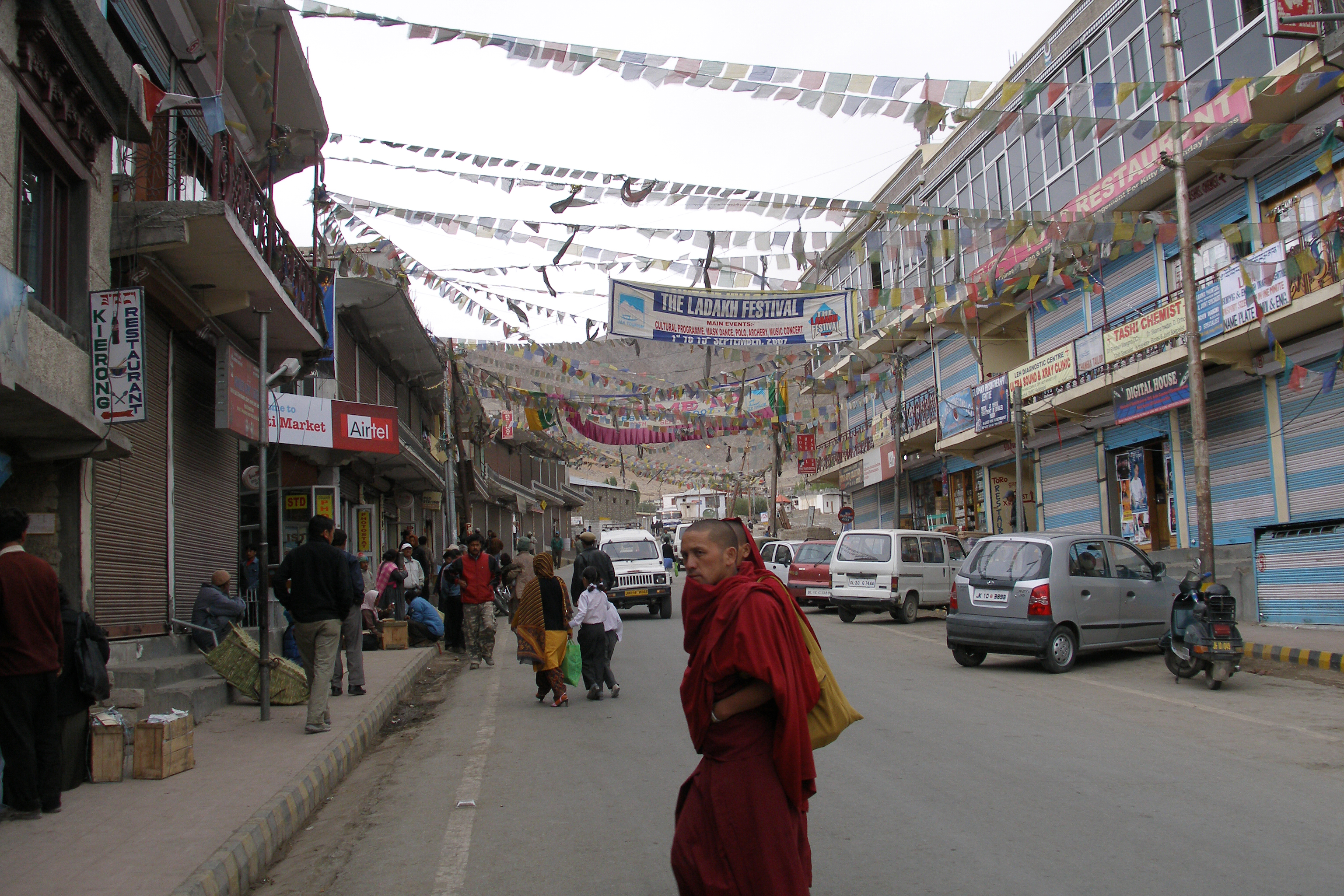
El centre de Leh

Leh havia estat la capital de la regió abans de la unificació, en època del rei Dragpa Bumde (1400-1440). El rei Senge Namgyal (1590-1635) va moure la cort del Ladakh unificat des del lloc de Shey fins aquí. Leh es va convertir en la capital i es va desenvolupar econòmicament gràcies també a la proximitat d'una via secundària de la ruta de la seda que comunicava el Caixmir amb l'Àsia central, amb una intensa activitat comercial i punt de trobada de mercaders, tot i que cal tenir present que durant una bona part de l'any aquesta activitat es veia aturada a causa de la meteorologia, força adversa pels viatgers. Més endavant l'economia es va veure afectada per la situació política de la regió, amb les diferències amb Xina i, sobretot el Pakistan: els militars es convertiren en la figura més important durant molts anys.
La decisió de govern indi, el 1974, d'obrir Ladakh a turistes estrangers va representar un canvi. L'arribada de visitants va fomentar l'inici del desenvolupament d'una nova activitat econòmica que va fer augmentar el nombre d'habitants i paral·lelament l'aparició de comerços dedicats al turisme.

## El Palau de Leh

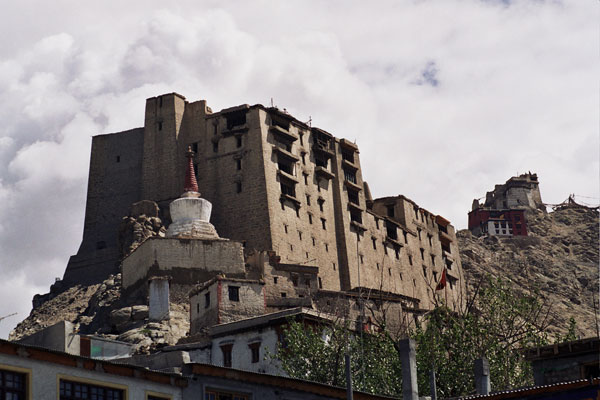
El palau de Leh.

Aquesta construcció, anomenada Lechen Palkhar, s'aixeca en la part més elevada de la ciutat i sota el cim del Namgyal Tsemo. Es va edificar cap al 1600 gràcies a la voluntat del rei Senge Namgyal. Tradicionalment hom considera que fou el pare del rei qui va decidir la construcció, però el mateix rei Senge Namgyal (1590-1635) s'encarregà de portar l'obra a bon fi, escollint l'emplaçament i dirigint les obres. Hom diu que la construcció va perllongar-se durant tres anys. Una tradició afirma que el monarca va quedar tan content del mestre d'obres, que va manar tallar-li la mà dreta amb la finalitat d'evitar que pogués aixecar un altre palau com aquest. Durant la invasió del regne, el 1836, el palau fou assetjat, va quedar malmès i la família reial es va refugiar a Stok, on els seus descendents encara hi resideixen.
L'entrada principal està ben decorada. La part inferior de l'edifici estava destinada al servei, magatzems... la part superior era la zona noble: residència, sala del tron, sala de recepcions, dos temples...
Ara el lloc està abandonat, amb risc de ruïna.

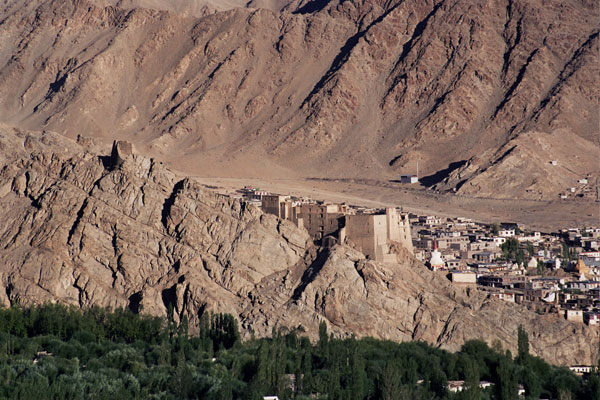
El palau sobre la ciutat
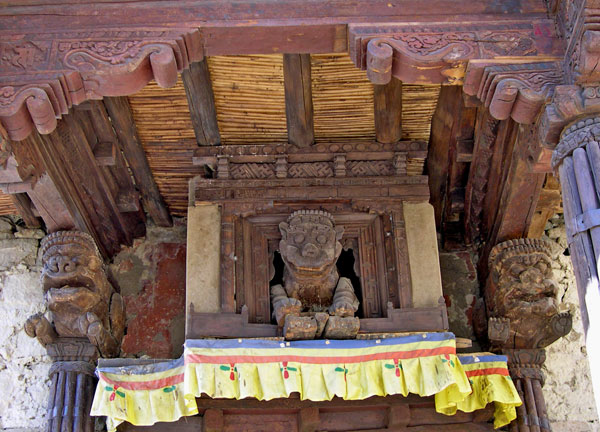
Entrada al palau
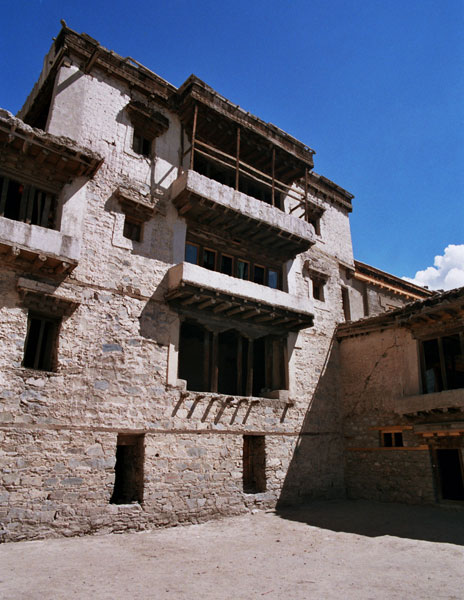
Pati interior
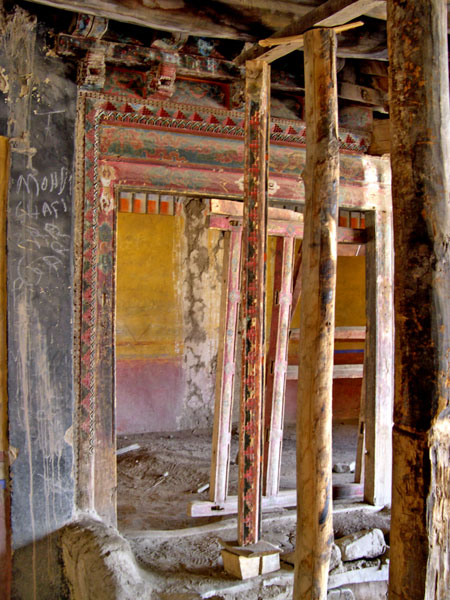
Sala noble al nivell superior

## Namgyal Tsemo

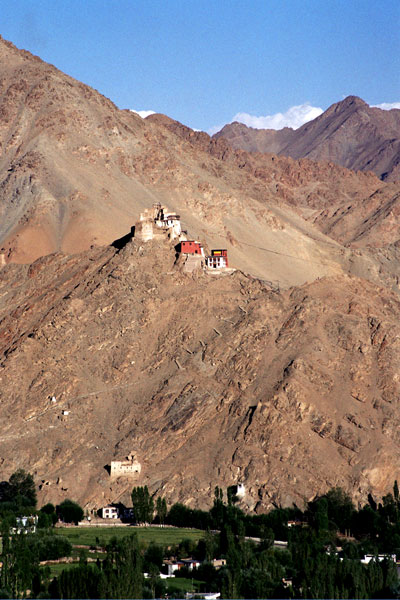
La muntanya de Namgyal Tsemo, amb les antigues construccions

Sobre el Palau de Leh s'aixeca el pic de Namgyal Tsemo, aquesta muntanya està coronada pel Fort de Leh (1520?), una construcció en ruïnes, bastida durant el regnat de Tashi Namgyal (1500-1532).
Proper al Fort, més avall, es troba el Gonkhang, un temple de la mateixa època i d'exterior rogenc.
Al costat, el Gompa Tsemo, dedicat a Maitreia. És més antic, de mitjan segle xv.

## Gompa de Chenrezig

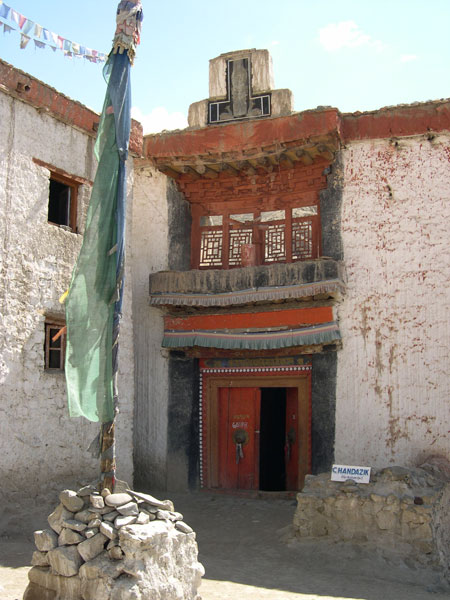
Entrada al gompa de Chenrezig

Aquest monestir està situat a prop de palau. El va aixecar en època del rei Deldan Namgyal (1620-1640). Està dedicat a Alalokiteshvara (Chenrezi). Un portal de fusta condueix directament a la sala d'oracions amb imatges del titular i decoració mural.

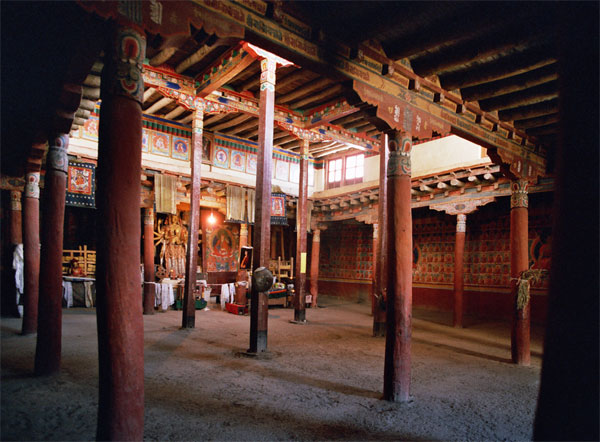
Interior de la sala d'oracions de Chenrezig

## Gompa Tsoma

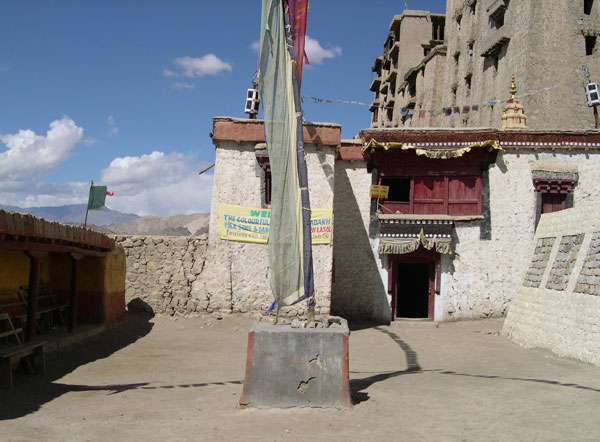
Façana del gompa Tsoma

Situat al davant de l'anterior. Aquest "monestir nou" es va aixecar al voltant de 1850, s'hi accedeix des d'un pati davanter i s'estructura en dos nivells.

## Gompa de Samkar

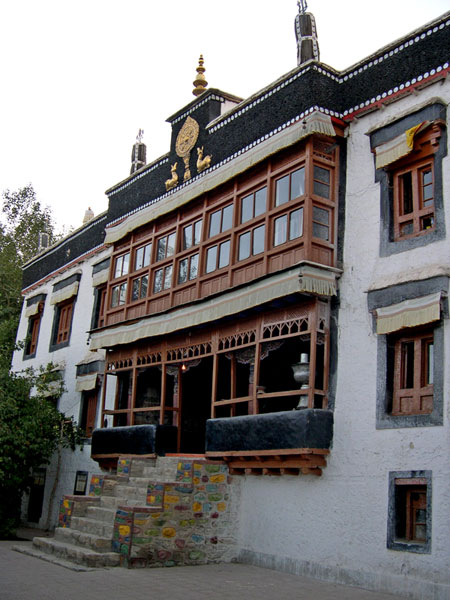
Gompa de Samkar. Façana d'una capella

Apartat del centre. Aixecat com a residència del rinpoche Bakula. Conserva belles imatges i decoració mural. De les darreries del segle xix.

## Gompa Soma

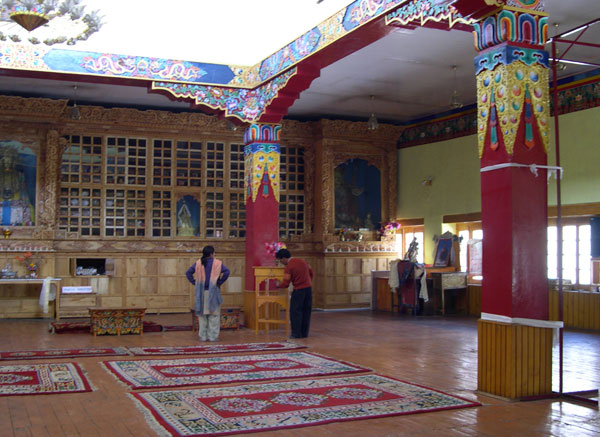
Façana del gompa Soma

Al centre de la ciutat. Es va fundar el 1957

## Chorten de Tisseru
Situat a la zona de Changspa, una mica apartat del centre. Aixecat entre el 1400 i 1450 pel rei local Gragspa Bumble, per contrarestar les desgràcies provocades per un dimoni que habitava el lloc. Es troba en estat ruïnós.

## Stupa de Shanti

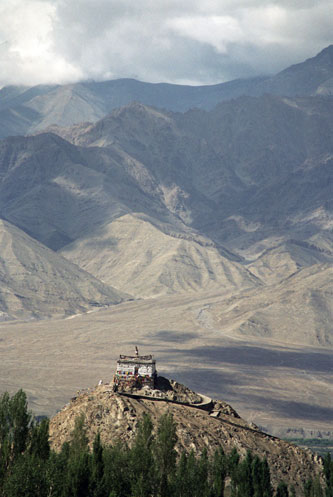
Temple de Dharampala

De construcció moderna

## Temple de Dharampala
Al sud de Leh, sobre una zona elevada. Es tracta d'una petita construcció bastant deteriorada. Data del voltant del 1800.

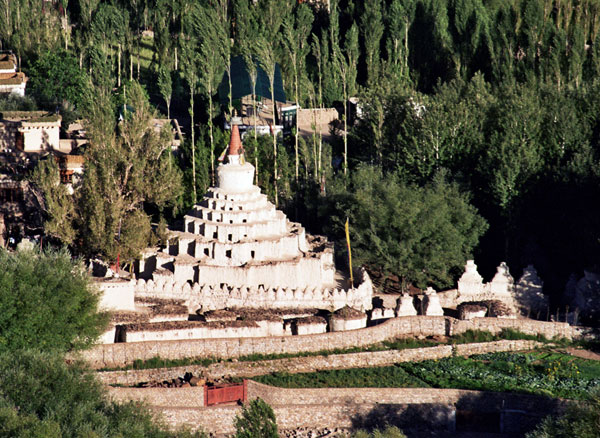
Chorten de Changspa

## Chorten de Changspa
A Changspa. Aixecat al segle xv. D'estructura piramidal, amb nínxols on antigament hi havia figures de Buda.